# 博伊龙
博伊龙是德国巴登-符腾堡州的一个市镇。总面积35.11平方公里，总人口680人，其中男性382人，女性298人（2011年12月31日），人口密度19人/平方公里。